# 特雷沃 (罗讷省)
特雷沃（法語：Trèves，法語發音：[tʁɛv]）是法国罗讷省的一个市镇，属于里昂区。

## 地理
特雷沃（45°32'22"N, 4°40'34"E）面积7.56 平方千米，位于法国奥弗涅-罗讷-阿尔卑斯大区罗讷省，该省份为法国中东部省份，北起顺时针与索恩-卢瓦尔省、安省、里昂大都会、伊泽尔省和卢瓦尔省接壤。
与特雷沃接壤的市镇（或旧市镇、城区）包括：圣罗曼昂日耶、塔尔塔拉、埃沙拉、隆日。
特雷沃的时区为UTC+01:00、UTC+02:00（夏令时）。

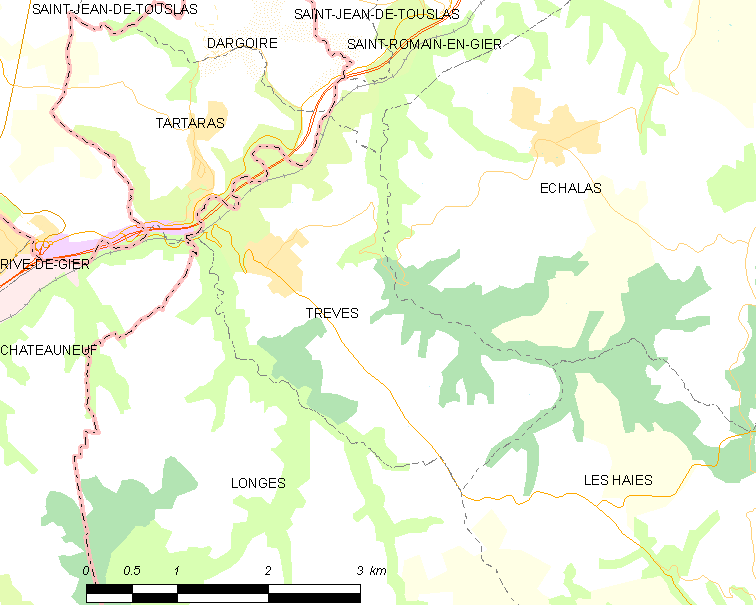
特雷沃的OSM定位图

## 行政
特雷沃的邮政编码为69420，INSEE市镇编码为69252。

## 政治
特雷沃所属的省级选区为莫尔南县。

## 人口

1962-2008年间特雷沃人口变化图示

特雷沃于2022年1月1日时的人口数量为723人。